# 三十路
三十路（みそじ）は、30歳のことを指す言葉である。古来は「みそち」と呼ばれた。別表記に「三十」。本来は30歳のことだけを指す言葉ではあるが、近年では30代全般に使われるケースも増えている。「みそじ」の「じ」は物を数えるときに使用される接尾語で、「そじ」は10を単位にして物を数えるときに使用される。なお、「じ」を「路」と書くのは当て字である。与謝野晶子の句「三十路をば越していよいよ自らの愛づべきを知りくろ髪を梳く」にもその存在が確認できるほか、石川啄木の『一握の砂』、谷崎潤一郎の『盲目物語』、幸田露伴の『知々夫紀行』などの作品の中でもその存在が確認できる。人生の節目とされることが多いため、「三十路祭り」などの三十路を冠したイベントも行われている。